# Maytenus repanda
Maytenus repanda là một loài thực vật có hoa trong họ Dây gối. Loài này được Turcz. mô tả khoa học đầu tiên năm 1858.